# 五階無限邊形鑲嵌
在幾何學中，五階無限邊形鑲嵌是一種雙曲面的正鑲嵌，由無限邊形組成，在施萊夫利符號中用{∞, 5}表示，即每個頂點周為皆有五個無限邊形，頂點圖可計為∞5。每個無限邊形都內接在極限圓上。

## 對稱性
該鑲嵌的對偶鑲嵌代表[∞,5*]對稱性的基本域。其代表軌型符號 *∞∞∞∞∞ 對稱群，也代表五個無窮遠點圍成的五邊形區域。
五階無限邊形鑲嵌能以五種顏色在每個頂點周圍的五個無限邊形進行交錯塗色，而其考克斯特符號為: ，除了對角線上的超平行分支。

## 相關多面體與鑲嵌
該鑲嵌在拓樸學中也和每個頂點有著五個面的多面體及鑲嵌相關，由正二十面體開始， 施萊夫利符號皆為{n,5}，而考斯特符號為，從n到無窮。
| 球面鑲嵌  | 球面鑲嵌  | 雙曲面鑲嵌 | 雙曲面鑲嵌 | 雙曲面鑲嵌 | 雙曲面鑲嵌 | 雙曲面鑲嵌 | 雙曲面鑲嵌 | 雙曲面鑲嵌 |
| --------- | --------- | ---------- | ---------- | ---------- | ---------- | ---------- | ---------- | ---------- |
| · {2,5} · | · {3,5} · | · {4,5} ·  | · {5,5} ·  | · {6,5} ·  | · {7,5} ·  | · {8,5} ·  | ...        | · {∞,5} ·  |

## 外部連結
- 埃里克·韦斯坦因. . MathWorld.
- 埃里克·韦斯坦因. . MathWorld.
- Hyperbolic and Spherical Tiling Gallery（页面存档备份，存于）
- KaleidoTile 3: Educational software to create spherical, planar and hyperbolic tilings （页面存档备份，存于）
- Hyperbolic Planar Tessellations, Don Hatch（页面存档备份，存于）